# Double Gloucester
Le double Gloucester est un fromage produit dans le comté anglais de Gloucestershire depuis le XVIe siècle. Il est élaboré à partir d'une mixture mélangeant du lait de vache de la traite du matin et de l'après-midi, d'où l'adjectif double dans son appellation. C'est un fromage à pâte semi-molle qui s'apparente à la tomme de Savoie.
À l'origine le fromage de Gloucester n'était élaboré qu'à partir du lait de vache de gloucester. Cette race qui a failli disparaitre est en cours de relance depuis 1973.
Ce fromage sert aussi de lièvre aux concurrents de la fameuse course au fromage qui se tient en Angleterre chaque année près de Gloucester : Cooper's Hill Cheese-Rolling and Wake. 
Le double Gloucester est utilisé pour fabriquer l'Hunstman.